# 11074 Kuniwake
11074 Kuniwake è un asteroide della fascia principale. Scoperto nel 1992, presenta un'orbita caratterizzata da un semiasse maggiore pari a 2,5198795 UA e da un'eccentricità di 0,2086020, inclinata di 5,09609° rispetto all'eclittica.